# Gratiola flava
Gratiola flava är en grobladsväxtart som beskrevs av Leavenworth och Francis Whittier Pennell. Gratiola flava ingår i släktet jordgallor, och familjen grobladsväxter. Inga underarter finns listade i Catalogue of Life.